# 自由民主制
自由民主制（liberal democracy），也稱為民主自由、自由民主主义、自由的民主，是民主在21世紀的主導形式，為政體之一。它採取了代議民主制，由人民選出的民意代表行使決策權力，其權力則受到法治的監督和限制，通常還會採納保障個人及少數派權利和自由的宪法，同時也限制了多數派及其選出的領導人的權力。
自由民主制所保障的權利和自由是相當多樣化的，但通常都會包含以下的成分：要求合法程序的權利、隱私權、私人財產權、法律之前人人平等的權利、言論自由、集會自由、和宗教自由。在自由民主制中這些權利（也被稱為「自由權利」）可能是直接經由憲法賦予，或是透過一般法規和判例法賦予。
自由民主制通常也有著寬容和多元的特色；多元的社會和政治觀點—即使是極端或偏激的觀點亦然，在遵守民主規範的情況下都會被允許存在。自由民主制定期舉行選舉，不同政治觀點的團體都有機會藉此角逐政治權力。
「自由民主制」中「自由」一詞遵從自由主义的意識形態。自由民主制最初是在啟蒙時代由擁護自由的哲學家們所創立的現代自由民主制框架，強調透過宪法保障個人免受政府權力的侵犯。

## 架構
在今天，自由民主制通常都有普选权制度，授與所有成年的公民選舉的權利，而不受種族、性別、或財產規模的限制。不過，特別是在歷史上，一些被認為是自由民主制的國家通常都曾對此作出某些限制，選舉權也可能必須經由某些登記手續才會賦予。嚴格來說，經由選舉作出的決策是由那些參與了投票的人所達成的，而非所有的公民。
在自由民主制裡，選舉應該是自由和公平的。政治的程序也是競爭性的。自由民主制也有著政治上的多元性，各種立場的政黨和團體並存。
自由民主制的宪法則用以保衛國家的民主本質，限制政府權力通常被視為是憲法的用途。美國的政治傳統上強調三权分立、獨立的司法機構、以及政府各部門之間的權力制衡和監督。許多歐洲的民主國家則比較傾向於強調「法治國」的概念，亦即國家必須遵守法治的原則。政府權力只有在依照書面的、公開的法規以及既定的程序行使時才是正當的。許多民主國家也使用联邦制（也被稱為垂直的權力分立）將政府權力切割為縣市、省州、和國家等不同的層面，以避免中央集權和濫用的危險。

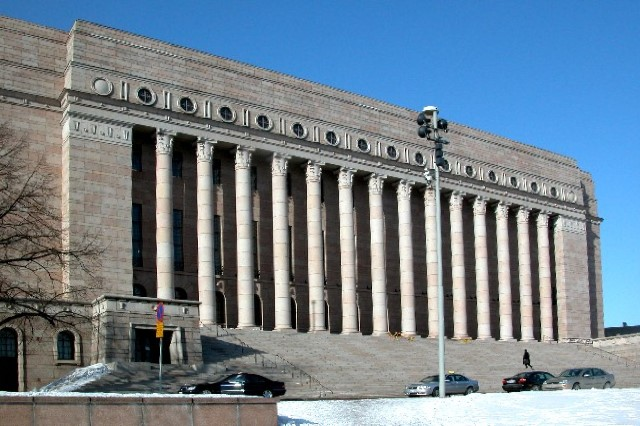
芬蘭的议会大廈“Eduskunta”。芬兰是最先實行普選的地區和國家之一。

### 自由主義
自由主义和民主間的關係可以由温斯顿·丘吉尔的一句名言來形容：「……民主是政府的最壞形式，但例外的情況是，在嘗試過其他形式皆行不通的時候……」簡而言之，民主就其本身而言除了是對個人自由的保證外，無異是群眾的暴政罷了。新的自由民主制一詞則主張了兩者間較現實上和諧的關係。自由主義者在專制政府被推翻後，又開始與新的由多數同意組成的政府奮鬥。多數同意的概念成就了民主制度，在同時自由民主主義者又擔心暴民政治的產生，也因此在自由民主制的憲法裡建立了監督與制衡的系統，藉由劃分權力至幾個不同的部門以限制政府的權利。對自由主義者而言，民主並非是他們本身的目標，而只是一種保障自由、個人、和多樣性的手段。

### 權利和自由
最常用以衡量自由民主制國家的標準是特定的權利和自由。它們原先被認為是自由民主制的必要成分，但由於它們的定義已經被廣泛的採納，現在許多人們都誤以為它們是「民主」的必要成分。由於沒有國家肯承認自己「不自由」、而且其宣傳機器也通常將敵國描繪為「專政」，因此這些定義往往是有爭議性的。
- 生存和免受侵犯的權利
- 免於奴役的自由
- 行動的自由
- 在法治之下人人平等和合法程序的權利
- 言論自由
- 新闻自由和接觸非正規情報來源的自由
- 組織和集會自由
- 教育自由
- 宗教自由
- 一個獨立的司法制度
- 擁有財產的權利、以及加以買賣之的權利

在實際上，民主制度的確對某些特定的自由有所限制。對於著作權通常有著各種限制，而對於毀謗、中傷的言論也有法律限制。可能會有法律禁止反民主的言論、或者是試圖侵蝕人权的言論、以及試圖提倡或正當化恐怖主义的言論。現在這些限制也用於禁止那些被認為是宣傳恐怖主義或是挑起團體仇恨的行為。例子包括了近幾年來的各種反恐法案、關閉真主党的衛星廣播、以及禁止仇恨言論的法令。批評者認為這些限制可能會逐漸走火入魔，因為這當中缺乏公平的和司法的程序。
而替這些限制辯護的說法則認為這是為了保障民主的永續或是自由本身的必要措施。舉例而言，允許那些提倡種族滅絕的人擁有自由言論會造成人們的生存和安全權力侵蝕。意見的分歧通常來自於民主究竟可以施行至何種程度、是否要包含那些反民主的人士在內。如果極少數的人們因為這些理由而被限制自由，一個國家仍可能被視為是自由民主制。一些人認為這與獨裁政治迫害反對者並無兩樣，而只是數量上的差異罷了，因為只有極少數的人被影響到、而且限制並沒有如此嚴重。一些人則主張民主制度是不同的，至少在理論上，反民主人士也擁有在合法程序下進行反民主活動的權利。在原則上，民主制度是允許反民主人士的，而且也允許他們透過合法程序改變國家的領導人以及政治和經濟體制；但運用暴力手段來破壞民主則是被禁止的。

### 先決條件
雖然這些成分並非政府制度的一部分，但一定規模的中產階級的存在、以及廣泛而興盛的公民社會往往被視為是自由民主制的先決條件。
對於民主多數決傳統並不盛行的國家而言，單獨實行自由選舉的制度通常不能徹底達成民主化的轉型；一場在政治文化上的廣泛轉型以及過渡至民主政府體制的轉型都是必要的。這樣的例子相當多，例如在拉丁美洲國家的民主制度通常都相當短暫而不穩定，一直要到他們在文化上改變為接受多數決基礎為止。
民主文化的關鍵成分之一是「永遠的反對黨」的概念。這在那些傳統上政治權力是經由暴力獲得的國家尤其困難達成。在本質上，這一詞代表了民主制度裡的每種立場都擁有一個共同的基礎觀念，亦即在政治上的競爭或許會有不同立場，但他們都必須容忍與他們不同的立場，並承認他們的合法性和重要性。社會的基本規則是必須鼓勵在公眾辯論上的容忍和禮貌。在這樣一個社會裡，選舉結束後失敗者必須接受選舉的結果，並允許權力和平的轉移。失敗者也不會因此而失去他們的生命和自由，並且會繼續參與公眾生活。人們並非對政府裡的特定政策效忠，而是必須尊重國家的基本合法性以及民主程序的本身。

## 全世界的民主自由國家

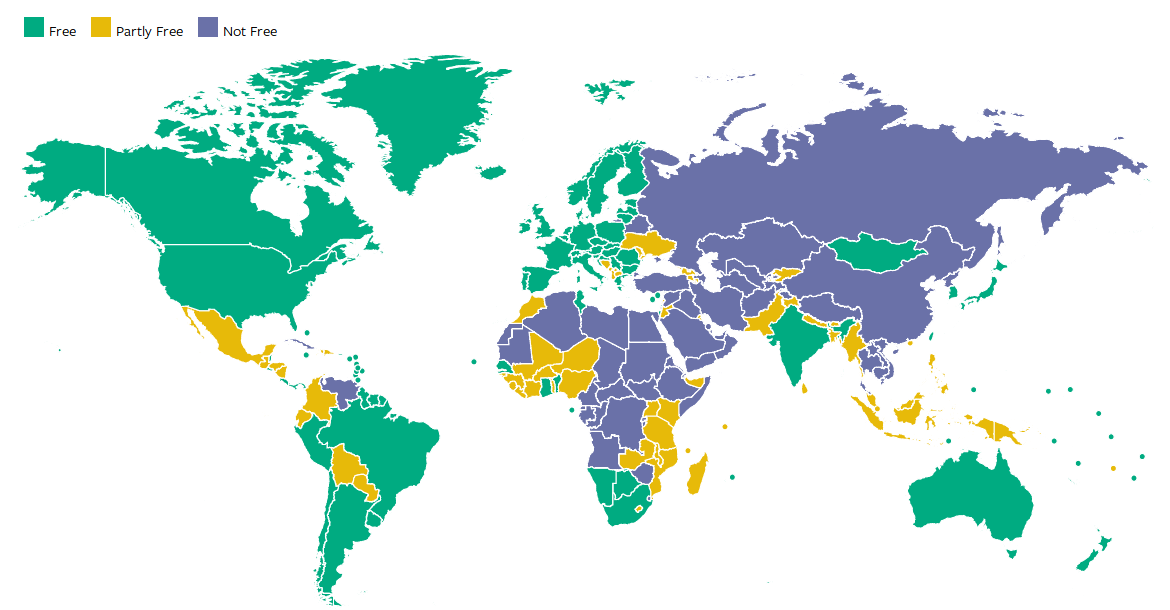
此圖顯示了美國自由之家2018年《世界自由度調查報告》內，有關2017年透過政治、言論、集會等權利，劃分每個國家自由程度的分類。
民主国家、完全自由
民主国家、部分自由
独裁国家、不自由

現今各國政府體制

知名的机构自由之家每年都會提出世界各國的民主自由度的重要年度調查和報告，自由之家的報告確認為民主自由的國家包括美國、臺灣（中華民國）、韓國、印度、冰岛、瑞士、挪威、以色列、南非、阿根廷、巴西、智利、乌拉圭、哥斯达黎加、英国、加拿大、日本、欧洲联盟成员国、澳大利亚、新西兰等國家。

## 自由民主制的形式

### 實際上的自由民主制
有些國家雖然在名義上並非民主制度—例如大英帝国的前殖民地澳大利亚和加拿大，但在實際上仍被視為是自由民主制的形式，因為這些國家都是由民主選出的议会所統治的。在英國，名義上的主權是由世襲的君王所繼承，但在實際上主權則歸於人民，經由人民的選出的國會統治，也因此屬於民主制度。
許多人則反對包括君主在內任何形式的世襲特權，並主張加以廢除之。而君主主義者的回應則是這些國家的君王往往屬於純粹的儀式了，而非在政治上的形式。

### 比例和多數代表制
多數制是依據地區的多數決分配議席。獲得最多票的政黨或候選人便能獲得代表那一選區的議席。但民主的選舉制度還有其他許多形式，例如比例代表制便是以一個政黨所取得的全國性選票數量的比率分配議席。
兩種制度的最大爭議之一，是在於應該將選區劃分各自計票分配議席、還是將全國的選票統一計算分配才能有效的代表人民的民意。
一些國家如德国和新西兰則混合了這兩種形式的選舉制度，將立法機構的選舉劃分為兩個類別。第一個類別的議席是依據地區性的多數決投票決定的，而其餘的議席則依據各政黨在全國獲得的總票數公平的劃分（儘可能的作到）。這種制度又被稱為混合比例代表制。

### 總統和國會制度
总统制是一種行政部门與立法机构分開選出的共和制政体。而在議會制裡，政府的行政部門元首則依賴於议会的直接或間接支持，通常是根基於國會的信任投票選出（而失去國會支持時則透過不信任投票罷免）。
總統制的民主制度在拉丁美洲、非洲、和前蘇聯相當盛行，通常是仿效美國而來。而君主立憲制（由民選的議會所統治）則在北歐國家和從其和平脫離的許多前殖民地國家盛行，例如澳大利亞和加拿大。另外議會制度也在西班牙、日本、和其他許多小國家盛行。前大英帝國的殖民地如南非、印度、愛爾蘭、和美國則依據其獨立的時間而有不同的制度。議會制度也在欧洲联盟和鄰近國家相當盛行。

## 自由民主制的現象

### 直接民主
一些人主張「自由民主制」並不尊重絕對的多數統治（除了選舉民意代表時例外）。而多數的「自由」則被之前世代立定的憲法或慣例所限制了。除此之外，實際的政治權力被少數的民意代表所掌控，也因此他們主張「自由民主制」只不過是寡头政治的美化版本罷了。
其他人則反駁道：只有自由民主制能夠保障個人的自由並避免國家淪為獨裁的統治。無限制的多數決統治將會造成少數派遭受壓迫。另一種看法則是被選出的領導人會比一般的選民更有能力和興趣管理國家。第三種看法則認為若要單獨對每個議題進行投票，將會花費極大的資源和努力才能使每個人都能獲取資訊、參與討論、乃至於投下選票。
一些自由民主制擁有類似直接民主制的公民投票制度。瑞士和乌拉圭都是這類例子；美國的加州和其他某些州也備有公民投票制度。許多其他國家也在其政治制度裡備有層面較低的公民投票制度。

### 種族和宗教衝突
由於歷史上的原因，許多國家在國內的種族和文化上並非完全相同的，可能存在著強烈的種族、語言、宗教、和文化分裂。事實上，不同群體之間可能會互相抱持敵意、甚至公然對抗。而一個民主制度，由於在定義上允許群眾參與決策，因此在理論上也允許群體利用民主政治程序來對付其他「敵對」的群體。在民主化過程中這些現象可能特別常見，尤其是在之前的非民主政府意圖壓制某些群體的情況下。這在既有的民主制度裡也可能見到，例如民粹主義的反移民運動。不過，人類史上絕大多數的壓迫都發生在沒有選舉制度的國家，例如南非的種族隔離制度和納粹德國。
伴隨著苏联解体和其他前蘇聯國家的部分民主化而來的，是在南斯拉夫、高加索地區、摩尔多瓦等地的頻繁戰爭和內戰。

### 官僚政治
自由意志主義和君主主義對於民主制度的一貫批評是：民主制度會慫恿人民選出的民意代表隨意改變法律，尤其是推行一大堆毫無必要的新法案。這在很多方面是極其有害的，新法律可能會限制了之前屬於個人自由的範疇。法律的迅速改變會造成人們不再願意守法，這又可能造成執法機關開始濫用權力。他們主張混亂的法律可能會與簡單而永存的自然法相矛盾—雖然對於自然法為何並沒有一定共識。而民主制度的支持者則指出複雜的官僚制度和管制只會在獨裁統治下產生，例如許多前蘇聯的國家。

### 短視現象
現代的自由民主制如同其定義的，會定期舉行選舉以改變政府。這使得許多人批評它們會造成政府的短視現象。在四至五年內政府便必須面臨新的選舉，而執政者和政黨便必須思考要如何贏得選舉。這會慫恿候選人提出能在短期內得利選民的政策（或者其他政治家），而不是那些眼光遠大能帶來長期利益、需要多年時間方能看出效果、故較不受人民重視或歡迎的政策。
除了一般對於政府實體的批評之外，在民主制度內的短視現象也有可能是集體的短視思考造成的。這種風險並不僅限於民主制度，在其他的政治制度裡也有可能發生。

### 公共選擇理論
公共選擇理論（Public choice theory）是由一群研究選民決策行為、政治家、和政府官員的經濟學家在經濟理論的基礎上提出的。他們提出的問題之一便是，在民主制度裡每一個選民的單獨影響都極其有限，也因此造成他們在政治議題上的無知。這會使得特殊的利益集团得以獲取補貼和政府控制的利益，但卻會對社會造成傷害。不過，特殊利益集團在其他政治體制裡也有可能佔有同樣的甚至是更多的影響力。

### 財閥政治
在卡尔·马克思所生活的时代，选举权和被选举权都有财产方面的限制，工人没有普选权，被马克思认为是“资产阶级专政”。到了20世纪以后，虽然普选权在各国逐渐实现，但激进的马克思主义者、社会主义者仍然主張自由民主制只是资本主义制度的一部分，亦即以階級為根基、沒有徹底民主或參與度的制度。他們主張自由民主制是資產階級的民主，只允許在金融上有權勢的人們進行統治。他們認為这种民主在根本上是不平等的，並且會允許資本家在經濟上的剝削。
在民主制度的代議政制中，參與選戰的高昂花費可能代表了民主制度偏袒有錢人，產生只偏袒少數有錢人的財閥政治產生。在雅典民主裡，一些公共官員職位是隨機的分配給公民們，以避免財閥政治的影響。這些批評者認為現代民主只不過是統治階層用以欺騙群眾安於現狀的謊言、或者是使他們忽略某些政治議題的手段。他們認為民主制度會造成候選人與有錢的支持者勾結，提供對其有利的政策方案，保持其對某些領域的共謀和垄断能永久存在。
不過，美國的經濟學家Steven Levitt指出，選戰中的大量資金並不能保證選舉結果的勝利。他比較了一次又一次的選舉中的候選人、尤其是在美國的國會選舉，以及他們的競選經費和結果。他對此總結道：
「一個獲勝的候選人可以減少一半的選舉經費而只失去百分之一的選票。同時，一個自認為是因經費問題而失敗的候選人在替其擴展一半的經費後，也只會增加百分之一的支持票數。」
對於媒體的佔有可能導致公眾對選舉過程的誤判，因為媒體本身便是選舉過程中不可或缺的一部分。一些批評者認為對於現狀或特定議題的批評往往被媒體集團壓制，以保衛其自身的利益。而民主的擁護者則認為由於憲法保護了言論自由，無論利益取向或非利益取向的團體都可以對某些議題進行辯論或宣傳。他們主張民主社會裡的媒體只不過是代表了公眾的喜好，而且並不受到政府審查制度的影響。

### 多數主義
所謂的「多數的暴政」便是對於民主政府的恐懼，因為多數派的觀點可能會壓迫了特定的少數派。在理論上，多數派代表的是那些投票者之中的多數，而非全體公民中的多數。在這樣的情況下，一個少數派也有機會透過操弄選舉獲得權力，以多數派為名壓迫其他少數派。這種情況在直接民主制和代議民主制下都有可能發生。
可能的例子包括了：
- 那些可能會被徵兵影響的人屬於一群少數派。
- 一些歐洲國家在公立學校禁止學生佩帶宗教標誌。反對者認為這是違反了信仰自由的權利。支持者認為這是遵守政教分離原則的政策。
- 禁止色情書刊和電影通常是出自多數派所作出的決定。
- 對於娛樂用途的毒品的合法化（或至少寬容之）通常也是出自多數派接受的程度。毒品使用者可能會認為自己是被壓迫的少數派、受害者。
- 社會對於性行為的態度也是例子之一。同性性行為在民主國家一直被廣泛列為違法行徑，直到數十年前才開始改變；在一些民主國家這依然沒有改變，反應了多數派的宗教、性道德和異性戀霸權。
- 古雅典和早期美國的民主也與奴隶制度共存。
- 多數派通常對少數派的有錢人課徵重稅，意圖讓有錢人負擔更多的社會開銷。不過，這通常也會有一定程度的抵銷，因為有錢人可以僱請專家顧問加以協助（節稅顧問和律師）。
- 在繁榮的西方民主國家裡，貧窮人口成為了社會上的少數派，而且可能會被其他遭課徵更多稅賦的多數派報復。尤其是當他們形成了一個獨特的下層階級時，多數派可能會透過民主的過程剝奪國家對他們的保護。
- 經常被舉出的「多數的暴政」的例子之一，是阿道夫·希特勒透過合法的民主程序邁向權力。納粹黨在1933年的魏瑪共和國民主選舉中成為了全國最大的政黨，也獲得了最多的選票。許多人認為這其實是「少數的暴政」的例子，因為希特勒從來沒有在選舉中獲得過半數的選票。不過，由於民主制度中往往是由多數派掌握權力，因此希特勒的竄起不能被忽略。無論如何，希特勒的政權是在民主制度被廢止後才開始進行大規模的人權侵犯。除此之外，魏瑪共和國的憲法允許在面臨「非常時刻」時將權力全盤交給獨裁者、並暫停憲法本身的效用，而無須經過任何投票或選舉，這在大多數自由民主制國家都是不可能發生的。

民主的擁護者針對所謂的「多數的暴政」作出許多辯護。其中之一是主張憲法的存在能保護所有公民的權利，改變這些憲法需要超過五分之三國會議員的共識，或要求必須獲得法官和陪審團認可政府提出的證據和手續、或經由另外選舉產生的民意代表投票、或是直接進行公民投票。這些門檻通常都是相加的。而對於行政部門、司法部門、立法部門的權力分隔和制衡，也使得僅稍微超過半數的多數派很難隨意行動。這表示了多數派仍然能正當的強迫某些少數派（而這種在道德上仍是大有問題的），但這樣的少數派為數不會很多，而且在實踐上這樣做將很難獲得大多數人民的同意。
另一種理論則認為多數派和少數派在不同的議題上都會有不同的姿態。人們通常在某些議題上同意多數派的觀點，但卻可能在其他議題上同意少數派的觀點。一個人的觀點可能會改變，也因此，多數派的成員對於少數派的壓迫也會有一定限制，因為他們了解到他們在未來也有可能成為少數派。
另一種常見的理論則是，儘管有許多風險，比較起其他制度，多數決依然是最理想的體制，而多數派的暴政在任何情況下都是為了改善少數派的暴政而產生的。以上述級的所有問題在非民主的制度裡也都可能產生，而且還必須加上由少數派壓迫多數的問題。民主的擁護者主張，統計上的證據指出更多的民主會帶來更少的內部衝突和政府屠殺。美國歷史學家魯道夫·拉梅爾對此提出了一個公式：一個國家的民主自由越少，他們的統治者便越可能屠殺他們。

### 政治穩定
替民主辯護的主張之一是，在民主制度裡人們可以在不改變政府法律根基的情況下改變政府的首腦，也因此民主能夠減低政治的不確定性和不穩定性，並且給了那些不滿意現行政策的公民透過定期選舉掌權或改變政策的機會，使他們能安於當前的現狀。因此對於那些政治權力往往經由暴力轉移的國家而言，民主更能增進政治的穩定性。一些人認為由某些群體掌權過久的長期政治穩定也是不適當的。不過，這通常是在非民主制度裡比較可能發生。

### 戰時的有效動員
一個自由民主制如同字面上的定義，政治權力並非中央集權的。常見的一種批評是這種制度在戰時會成為國家的不利條件，因為戰爭動員需要國家內部快速而一致的行動。雖然有時候行政者可以在不違反立法程序的情況下進行準備，但通常都還是需要立法機關在敵國的攻擊行動發起前同意在國內發起備戰行動，在同意與否和時間花費上都可能製造額外的風險。一般而言如果民主國家遭受攻擊，政府通常不需要任何同意就能展開防衛性的反擊。人們有可能投票反對軍隊徵兵。在理論上，君主制度和獨裁者的確可能有較高的效率和魄力。
然而，研究顯示民主國家反而會比非民主的國家更可能贏得戰爭。對此的解釋主要是「政治的透明度、以及人民民意的穩定度，只要這一被確立，民主制度便能更有力的引導戰爭」。其他的研究則指出這是因為民主國家有更強大的動員能力或資源，所以有更大的機會贏得戰爭。
Stam和Reiter(2002, p. 64-70)也注意到在民主社會裡強調個人的重要性，代表了他們的士兵會有更高的戰鬥積極性和更好的領導。在獨裁制度裡的軍官往往是基於政治效忠度而非能力加以躍升的。他們很有可能只限定於一小群支持現行獨裁政權的階級或宗教/種族團體所出身。這也會排除許多有能力的軍官。在非民主制度軍隊裡的領導人往往會激烈的鎮壓任何內部的反對聲浪和批評，這可能會造成士兵和軍官們不敢提出任何反對意見。缺乏積極性的軍隊和士兵在現代戰場裡是尤其不利的。獨裁國家的士兵也比較有可能向民主國家投降，因為他們可以期盼在投降後受到相對而言較好的待遇。

### 更正確的決策情報
一個民主制度可能可以對政治決策提供更好的情報。不受歡迎的情報在獨裁制度裡更有可能被忽略，而這些情報很可能便象徵著某些問題的早期徵兆。民主制度無法保證勝選者管理國家的能力，但提供了替換無能領導者和政策的管道。也因此，問題和危機在獨裁制度裡可能較為常見、拖延的時間也可能更為漫長。

### 腐敗
世界银行的研究指出政治制度對於一國的腐败現象氾濫度有極大影響：民主制度、議會制度、政治穩定、以及媒體自由都可以降低腐敗程度。

### 恐怖主義
研究指出恐怖主義在政治自由中等的國家最為常見，而恐怖主義最少的國家則是大多數的民主國家。原因在於政治自由低等的國家其政府傾向掌控國內的一切，對難以確認目的的恐怖組織及行動，抱有不安全感，深恐這些恐怖組織最終會推翻本身的領導權而取而代之，所以會壓制恐怖行動，但恐怖組織如不在本國內活動則仍有政治自由低等國家領袖會支持，如利比亞強人格達費在二十世紀八十年代的作為。民主國家則因為有適當管道解決人民的各種安全、經濟需求，而且國內主流價值觀也難以接受極端的想法或行為，故恐怖主義活動在此類國家較少。
然而就除俄罗斯以外的欧洲国家而言，造成惨重人员伤亡的欧洲恐怖袭击案件（如洛克比空难、马德里311连环爆炸案、2015年巴黎暴恐）均发生在英国、法国、西班牙等自由民主体制高度完善的欧洲国家，1990年以后才走上民主转轨之路的波兰、罗马尼亚、保加利亚等东欧国家没有发生过一起导致巨大人员伤亡的恐怖袭击。

### 經濟成長和經濟危機
在統計上，民主程度是與国内生产总值（GDP）互相關聯的。
不過，對於民主制度在這方面的貢獻程度則有不同的意見。其中一種看法是民主制度只有在工业革命和資本主義的普及後才會廣泛發展。在另一方面，工業革命的發源地英國便是當時歐洲最為民主的國家。
一些研究，例如著名的经济自由度指数，則指出隨著資本主義的普及和經濟的增長，便會增加社會的繁榮、減少貧窮，並且進一步產生民主化。其他許多研究也指出更多的民主能產生更多的經濟自由，雖然也有一些調查得出相反的結果。其中一種反對意見主張瑞典和加拿大在經濟自由度指數上的分數還要低於智利和爱沙尼亚，但瑞典和加拿大卻有著更高的人均生產總額。不過這種說法也有問題，研究只是指出了經濟自由對經濟成長的影響，因此更高經濟自由的國家在未來也將能有更高的GDP。同時應該注意的是依據指數，瑞典和加拿大是屬於世界上最資本主義的國家之一，因為他們都有穩固的法治、注重所有权、而且對自由貿易極少有限制。批評者則認為經濟自由度指數並不能準確測量資本主義的指數，主張應該選擇其他的測量方式。
一些人主張經濟成長將能自動的促成民主化的轉型，比如在中國這樣的國家。不過其他人則對此提出異議，中国的高度中央集权历史导致了在中国不可能实行西式民主，既不符合当代国情，也不符合历史发展轨迹。
大量的石油或礦物開採產業也與非民主的統治相連結。這種影響可以套用於全世界而不僅限於中東。擁有這樣龐大財富的獨裁者可以投入更多資金以維持他們的政權，並且提供更多利益來安撫群眾的不滿。同樣的，這樣的財富也不會產生一般經濟成長能帶來的社會和文化改變。
一次最近的綜合分析則認為民主制度對於經濟成長沒有直接的影響。不過，民主制度的確對經濟的成長有強大的間接影響。民主制度有著更高的人均資本累積、更低的通貨膨脹、更低的政治不穩定性、以及更高的經濟自由。不過，也有一些調查認為民主制度會造成更大規模的政府以及對於國際貿易的更多限制。
如果撇開東亞不談，在過去45年裡貧窮的民主國家的經濟成長比那些不民主的國家快了50%。貧窮的民主國家如波羅的海國家、波札那、哥斯大黎加、迦納、和塞內加爾的經濟成長都比不民主的國家如安哥拉、敘利亞、烏茲別克和辛巴威要來的高。
在過去40年裡最遭的80場經濟危機中，只有5場是在民主國家發生（但影響更為深遠）。同樣的，貧窮的民主國家也比較少出現人均生產總額在短期間暴跌的現象。

### 飢荒和難民
知名的經濟學家阿马蒂亚·库马尔·森指出，民主國家從來沒有受過大規模的饑荒。這包括了那些並沒有很繁榮的民主國家如印度在內，印度最後一場嚴重的飢荒發生在1943年，另外在19世紀後期也有多次大規模的飢荒，這些都發生在民主化之前的英國統治時期。獨立後的印度的政府也隨著時間而越來越民主。然而如今的印度虽然也是世界主要粮食出口国之一，国民的营养程度却明显低于俄罗斯、哈萨克斯坦等民主程度较低的粮食出口国。日本、韩国、台湾在民主程度不亚于美国、加拿大的情况下食品价格仍然比美加两国高出许多。
難民現象幾乎都只有在非民主國家發生過，如果研究過去20年裡的難民流動，絕大部分的案例都是在獨裁國家發生。

### 人類發展
民主制度也與更高的人类发展指数相連結，也有著更低的人類貧窮指數。
相較起貧窮的獨裁國家，貧窮的民主國家有著更好的教育、更長的平均壽命、更低的嬰兒死亡率、更多的飲用水資源、以及更好的醫療照顧。這並不是因為獲得更高層次的外國支援、或是投注更多開支在這些事業上而產生的，而是因為在民主制度裡資源能被更有效的管理。
一些健康的調查（平均壽命和嬰兒、母親必死率）則顯示這些因素與民主有極大關聯，甚至高過它們與人均生產總額、公營事業規模、或收入不平等度的關聯。

### 民主和平论
各式各樣運用不同定義、不同資料、不同數據分析的研究都顯示出了支持民主和平论的證據。最初的發現是在歷史上從來沒有真正自由民主制的國家互相戰爭過，最近的調查則顯示在歷史上所有民主國家彼此間的各種軍事衝突（亦即尚未嚴重到戰爭者）所造成的傷亡加起來還不到1000人，而且民主國家也很少發生內戰。
需要强调的是，此处的“战争”仅指狭义的军事战争，而不包括贸易壁垒、间谍行为、排外骚乱等非军事层面的国家间敌对行为。外逃的美国中情局前雇员斯诺登披露的信息显示，美国、英国、加拿大、澳大利亚和新西兰五个自由民主制国家组成的名为“五只眼”的情报联盟对全球大量国家的电子邮件、通话记录和短信实施了监控和窃听，被监控对象既有俄罗斯、中国等民主程度较低的国家也有西班牙、巴西等公认的自由民主制国家。

### 大屠殺
研究顯示更民主的國家也較少出現由政府發動的大屠殺，同樣的，种族灭绝和政治屠殺也更為少見。多數民主國家通常也不認為發生在他國的系統性國家迫害與屠殺純屬內政事務，因而有了國際刑事法庭的設立。
雖然资本主义國家被指控在扩张过程中曾经对殖民地人民进行过多次种族清洗，但是資本主義與民主主義之間沒有必然關係。

### 幸福
依據調查，現代民主國家普遍也有著較高的人民幸福。
然而北欧各国、加拿大、印度等自由民主制国家的抑郁症发病率远较民主体制尚不完善的泰国、菲律宾等东南亚国家严重，日本、韩国、南非等自由民主制国家的人口自杀率也名列世界前茅，而幸福因素也與政治穩定有關，社會撕裂及分化也決定幸福的指數。

### 引用
1. ↑  Kwasi Wiredu, William E. Abraham, Abiola Irele, Ifeanyi. "Fellowship Associations as a Foundation For Liberal Democracy in Africa." A Companion to African Philosophy. Blackwell Publishing, 2006. p. 451
2. ↑  Blackwell Dictionary of Modern Social Thought, Blackwell Publishing 2003, page 148
3. ↑  Speech in the House of Commons (1947-11-11)

The Official Report, House of Commons (5th Series), 11 November 1947, vol. 444, cc. 206–07 （页面存档备份，存于）.
4. ↑  Anthony Alblaster: The Rise and Decline of Western Liberalism, New York, Basil Blackwell, 1984, page 353
5. ↑  Freedom in the World 2006 的存檔，存档日期2006-07-23.
6. ↑  Mulgan, Richard; Peter Aimer. .  3rd. Auckland University Press. 2004: 17  [2009-06-26]. ISBN 1869403185. （原始内容存档于22 September 2020）.
7. ↑  Ajin Choi, (2004). "Democratic Synergy and Victory in War, 1816–1992". International Studies Quarterly, Volume 48, Number 3, September 2004, pp. 663-682(20). doi:10.1111/j.0020-8833.2004.00319.x Reiter, Dan; Stam, Allan C. . Princeton University Press. 2002. ISBN 978-0-691-08949-2.
8. 1 2 3 4 5  . Carnegie Council. （原始内容存档于2006-06-28）.
9. ↑  Daniel Lederman, Normal Loaza, Rodrigo Res Soares, (November 2001). "Accountability and Corruption: Political Institutions Matter" （页面存档备份，存于）. World Bank Policy Research Working Paper No. 2708. SSRN 632777. 2006年2月19日造訪
10. ↑  . web.archive.org. 2015-09-19  [2023-06-15]. （原始内容存档于2015-09-19）.
11. ↑  Nicclas Bergren, (2002). "The Benefits of Economic Freedom: A Survey" 的存檔，存档日期2007-06-28. . 2006年2月19日造訪
12. ↑  John W. Dawson, (1998). "Review of Robert J. Barro, Determinants of Economic Growth: A Cross-Country Empirical Study" 的存檔，存档日期2006-04-20.. Economic History Services. 2006年2月19日造訪
13. ↑  W. Ken Farr, Richard A. Lord, J. Larry Wolfenbarger, (1998). "Economic Freedom, Political Freedom, and Economic Well-Being: A Causality Analysis" 的存檔，存档日期2007-02-03.. Cato Journal, Vol 18, No 2.
14. ↑  Wenbo Wu, Otto A. Davis, (2003). "Economic Freedom and Political Freedom". 的存檔，存档日期2006-05-24. Encyclopedia of Public Choice. Carnegie Mellon University, National University of Singapore.
15. ↑  Ian Vásquez, (2001). "Ending Mass Poverty" 的存檔，存档日期2011-05-24.. Cato Institute. 2006年2月19日造訪
16. ↑  Susanna Lundström, (April 2002). "The Effects of Democracy on Different Categories of Economic Freedom" 的存檔，存档日期2006-05-24.. 2006年2月19日造訪
17. ↑  Bruce Bueno de Mesquita, George W. Downs, (2005). "Development and Democracy" 的存檔，存档日期2008-02-20..
 Foreign Affairs, September/October 2005. Joseph T. Single, Michael M. Weinstein, Morton H. Halperin, (2004). "Why Democracies Excel" （页面存档备份，存于）. Foreign Affairs, September/October 2004.
18. ↑  Ross, Michael Lewin. . World Politics. 2001, 53 (3): 325 –361.
19. ↑  Doucouliagos, H., Ulubasoglu, M. . School of Accounting, Economics and Finance Deakin University Australia. 2006.
20. ↑  Amartya Sen, (1999). "Democracy as a Universal Value" （页面存档备份，存于）. Journal of Democracy, 10.3, 3-17. Johns Hopkins University Press.
21. ↑  Franco, Álvaro, Carlos Álvarez-Dardet and  Maria Teresa Ruiz. . BMJ (British Medical Journal). 2004, 329 (7480): 1421 –1423  [2006-08-28]. （原始内容存档于2013-08-01）.
22. ↑  Hegre, Håvard, Tanja Ellington, Scott Gates, and Nils Petter Gleditsch. . American Political Science Review. 2001, 95: 33–48. （原始内容存档于2006-02-09）. Ray, James Lee. . MIT Press. 2003. 外部链接存在于|title= (帮助)
23. ↑  美国媒体监听西班牙电话高达6050万次 （页面存档备份，存于），大公网。
24. ↑  维基揭秘”再曝美国监控巴西总统 （页面存档备份，存于），星岛环球网。
25. ↑  Power Kills. R.J. Rummel, 1997.
26. ↑  No Lessons Learned from the Holocaust?, Barbara Harff, 2003, .   [2016-02-05]. （原始内容存档于2007-10-30）..
27. ↑  R Inglehart, HD Klingemann. . World Values Survey. 1999. R.J. Rummel, (2006). Happiness -- This Utilitarian Argument For Freedom Is True. 2006年2月22日造訪